# Norbert Kindlmann
Norbert Kindlmann (* 30. Juni 1944 in Wiesbaden; † 21. Dezember 2023 in Schlangenbad) war ein deutscher Ruderer.

## Biografie
Norbert Kindlmann begann im Mai 1960 bei der RG Wiesbaden-Biebrich 1888 mit dem Rudersport. Beim Deutschen Meisterschaftsrudern 1967 gewann er im Achter mit Bronze seine erste Medaille. Es folgten auf nationaler Ebene eine weitere Bronze- und zwei Silbermedaillen. Zudem wurde Kindlmann 1974 und 1975 Deutscher Meister im Achter.
Als Mitglied im Deutschland-Achter belegte Kindlmann bei den Olympischen Sommerspielen 1972 den fünften und bei den Weltmeisterschaften 1974 den sechsten Platz. Eine zweite Olympiateilnahme 1976 wurde ihm verwehrt, da sein Partner für den Zweier ohne Steuermann in den Vierer mit Steuermann versetzt wurde. Daraufhin begann Kindlmann als Trainer bei der Frankfurter Rudergesellschaft Germania 1869 zu arbeiten. Von 1977 bis 1985 war er in gleicher Funktion bei der RG Wiesbaden-Biebrich  und später als Jugendtrainer beim Rüsselsheimer Ruder-Klub 08 tätig.
Beruflich war Kindlmann als Diplom-Ingenieur bei der Stadt Wiesbaden für die Straßenerhaltung zuständig.
Am 21. Dezember 2023 starb Norbert Kindlmann.